# Загальний коефіцієнт відтворення населення
Загальний коефіцієнт відтворення населення (брутто-коефіцієнт відтворення, валовий коефіцієнт відтворення) — коефіцієнт відтворення населення, що виражений середнім числом дівчаток, яких жінка народила за весь плідний період її життя.
Часто цей показник визначають як межу, до якої покоління дочок може замінити покоління матерів.
Цей коефіцієнт нагадує чистий коефіцієнт відтворення населення, але не бере до уваги той факт, що деякі жінки не доживуть до завершення свого плідного віку
Загальний коефіцієнт відтворення набуває більшої ваги, коли використання відтворювальних технологій впливає на співвідношення статей.